# Клубничка (эвфемизм)
Клубни́чка — эвфемизм, в современной русской речи обозначающий нечто скабрёзное или близкое к порнографии, буквально — «небольшая ягода садовой земляники (клубники)» с уменьшительным суффиксом «-ичк-».
Е. И. Беглова связывает эвфемистический смысл слова с наслаждением («ягода, доставляющая наслаждение») и связанным с этим смыслом устаревшим устойчивым словосочетанием «попользоваться насчёт клубнички» (овладеть женщиной), указывая, вслед за В. В. Виноградовым и В. Серовым, на использование этого словосочетания Гоголем в «Мёртвых душах» при передаче Ноздрёвым речи волокиты Кувшинникова: «Поверишь ли, простых баб не пропустил. Это он называет: попользоваться насчёт клубнички», «В театре одна актриса так, каналья, пела, как канарейка! Кувшинников, который сидел возле меня, — „Вот, говорит, брат, попользоваться бы насчёт клубнички!“». Слово в этом контексте приобрело оттенок едкой и грубоватой иронии, перейдя отчасти и на слово «клубника»: «…клубника во всех видах и формах, как отдохновение от подвигов по части необузданности» (Салтыков-Щедрин, «Новаторы особого рода. „Жертва вечерняя“ П. Боборыкина (1868)»). Следуя Гоголю, слово подхватили и другие русские писатели, в том числе Григорович, Тургенев, Достоевский.
У Достоевского появляется слово «клубничник» для обозначения любителя клубнички: «Ненавижу клубничку и клубничников. И особенно клубничников» (Достоевский, «Записки из подполья»).
Салтыков-Щедрин использовал выражение клубницизм при описании жанра малохудожественной литературы, посвящённой любовным интригам.
В публицистике 1990-х годов, когда выражение получило широкое распространение, оно стало использоваться для обозначения чего-то пикантного, получившего широкую реакцию от общества, в том числе в из-за непредвиденной огласки личной жизни, а также как эвфемизм для порнографии.
Клубника несёт эротические коннотации и в других языках. Так, Р. Кливс отмечает использование фр. cueillir la fraise («собирать клубнику») для описания полового акта. Французское выражение фр. aller aux fraises («пойти за земляникой») означает «фланировать» или «искать укромное местечко», англ. strawberries («земляничины») — соски́ женских грудей. Метафорическое описание женской груди как клубники во французском восходит по крайней мере к Верлену.